# Editora Três

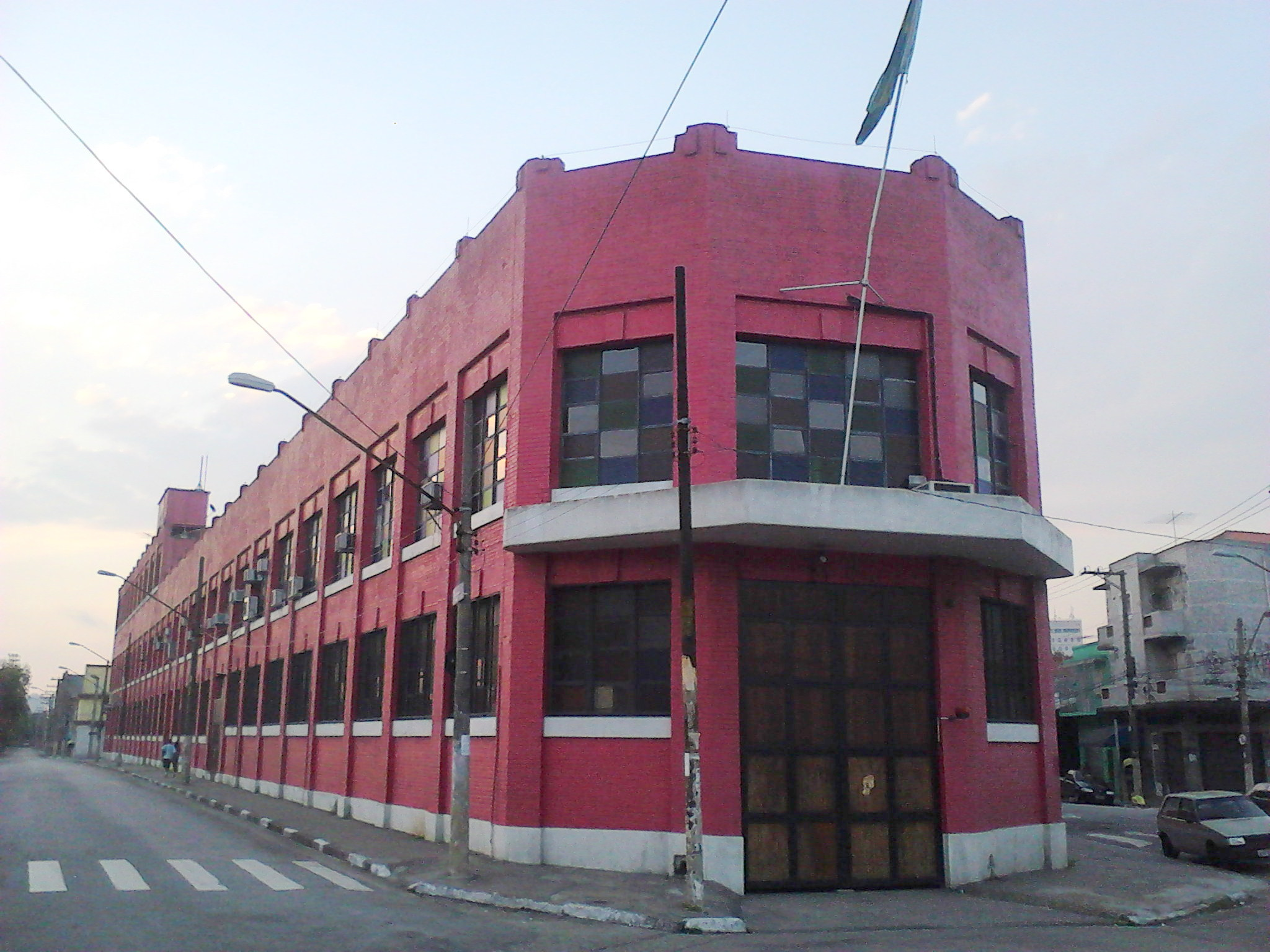
Prédio na Lapa de Baixo, 2012.

A Editora Três foi uma editora brasileira fundada em 1972 por Domingo Alzugaray.
O primeiro lançamento da editora foi a revista Planeta, lançada no mesmo ano de fundação da editora (1972). Suas principais publicações, além de Planeta, são: ISTOÉ, ISTOÉ Gente, ISTOÉ Dinheiro, ISTOÉ Dinheiro Rural, Motor Show, Status e Menu.
Em 2015, a editora anunciou o encerramento da revista ISTOÉ Gente.
O desenhista Orlando Mattos também colaborou com a editora.
Em 3 de fevereiro de 2025, por falta de pagamento a credores e descumprimento da recuperação judicial que a companhia fez desde 2020, a justiça de São Paulo decretou a falência da holding. As dívidas da empresa chegaram a R$ 828 milhões.   

## Títulos publicado
- Istoé
- Istoé Dinheiro
- Dinheiro Rural
- Motorshow
- Select
- Go Outside